# Индокинеска зелена сврака
Индокинеска зелена сврака (Cissa hypoleuca), позната и као жутогруда сврака, мала је живописна птица која насељава шуме од Кине до Вијетнама.

## Таксономија
Индокинеску зелену свраку формално су описали 1885. италијански зоолози Томазо Салвадори и Енрико Хилијер Ђиљоли под садашњим биномијалним именом Cissa hypoleuca, на основу примерка сакупљеног у Ту Зау Моту близу Хо Ши Мина у јужном Вијетнаму. Специфични епитет hypoleuca комбинација је старогрчких речи ὑπο/hupo, што значи „испод”, и λευκος/leukos, што значи „бело”.
Род Cissa обухвата још три врсте краткорепих сврака: обичну зелену свраку (Cissa chinensis), јаванску зелену свраку (Cissa thalassina) и борнејску зелену свраку (Cissa jefferyi). Назив Cissa потиче од старогрчке речи kissa, што значи „креја” или „сврака”, а род је открио Фридрих Боје 1826. године. Све изгледају веома слично са својим зеленим перјем, преливајућим црвеним кљуном и црном маском. Део су породице Corvidae, којој, између осталих, припадају вране, гавранови и креје. Као птица певачица, припада реду Passeriformes, који обухвата више од половине свих врста птица.

### Подврсте
Признато је пет подврста:
- C. h. jini Делакур, 1930 — централна јужна Кина
- C. h. concolor Делакур и Жабуј, 1928 — северни Вијетнам
- C. h. chauleti Делакур, 1926 — централни Вијетнам
- C. h. hypoleuca Салвадори и Ђиљоли, 1885 — југоисточни Тајланд и јужна Индокина
- C. h. katsumatae Ротшилд, 1903 — острво Хајнан (уз обалу југоисточне Кине)

## Опис
Ова мала птица дугачка је приближно 35 cm (14 in) и има јединствено флуоресцентно перје, баш као и остали чланови рода Cissa. Међутим, тело јој је углавном зелено, а оне са жутим доњим делом стомака карактеристичне су за јужне популације у југоисточној Азији, са изузетком кинеске популације која и даље има зелени доњи део стомака, као и друге птице из рода Cissa. Имају црну траку која се протеже од кљуна, преко тамноцрвених очију, до задњег дела главе, налик маски популарног филмског лика Зора. Имају дугачка црвенкасто-смеђа летна пера, док су им кљун и ноге јарко црвене боје. Оба пола изгледају углавном слично, али младунци имају блеђе боје од одраслих. Блеђе боје се могу приметити и када су птице изложене прекомерној сунчевој светлости.

## Распрострањеност и станиште
Жутогруда сврака је пореклом из Азије и може се наћи у Кини, Лаосу, Тајланду и Вијетнаму. Може да поднесе надморске висине до 1.500 m (4.900 ft) и распрострањена је на подручју од око 1.920.000 km2 (740.000 sq mi). Остају у овим областима током целе године и не мигрирају.
Може се наћи у влажним шумама унутар тропских и суптропских региона свог ареала. Због свог јаркозеленог перја, лако се уочавају док скачу са гране на грану у лишћу. Зато се углавном налазе у крошњама дрвећа у шумама, јер им то боље камуфлира зелено перје и штити их од грабљивица.

## Понашање
Ова птица певачица је веома гласна и воли да борави у лишћу свог шумског станишта. Запажене су саме, у паровима или у малим групама. Понекад се могу видети у мешовитим јатима са дроздовима крешталицама (Garrulax leucolophus) и дронговима. Индокинеска зелена сврака не мигрира и остаје у свом родном крају. Углавном је месождер и храни се разноврсном храном. Једна одрасла индокинеска зелена сврака живела је 18 година у заточеништву. Када лови плен, вреба га, сатера у ћошак, а затим мужјак извршава убиство.

### Оглашавање
Слично другим корвидима, индокинеска зелена сврака је птица певачица и има веома добру и прецизну контролу над својим сиринксом. Може да производи звукове попут бучног брбљања, оштрих тонова, крештања и звонких звиждука. Могу да произведу серију високих тонова који звуче као „по-пууиии-чук”, праћених нижим тоновима „иииуууиип гроак”.

### Исхрана
Жутогруда сврака је месождер и може да се храни разноврсном храном. Њена исхрана укључује мале жабе, инсекте, јаја змија и гуштера, као и птиће. Инсекти из њене исхране хране се биљкама богатим лутеином, жутим каротеноидним пигментом. Ова компонента је заслужна што перје птица из рода Cissa прелази из плаве у јаркозелену боју. Неухрањене птице могу бити плавкасте боје због недостатка пигмента лутеина, пошто га њихово тело не производи.

### Размножавање
Чини се да је мај месец када је забележено њихово размножавање. Утврђено је да у заточеништву полажу око 4 јаја. Гнездо смештају сакривено на дрвету, на висини од 2—3 m (6,6—9,8 ft) изнад земље. Њихово гнездо подсећа на чинију направљену од малих грана. Дужина генерације јој је 6,7 година.

## Очување
Индокинеску зелену свраку је IUCN-ова црвена листа проценила као врсту за коју постоји најмања брига 2016. године. Њен тренутни популацијски тренд је у опадању, али то опадање није довољно изражено да би се сматрала рањивом. Опадање је делимично узроковано уништавањем станишта на Хајнану. Други разлог је то што је индокинеска зелена сврака мета илегалне трговине кућним љубимцима. Њене јарке и лепе боје често је чине идеалним егзотичним љубимцем, посебно зато што је веома цењена међу посматрачима птица. Тешко је проценити тренутни статус очувања индокинеске зелене свраке, јер нисмо успели да квантификујемо величину њене глобалне популације.